# Deutsche-Mark-Bauprogramm der U.S. Army

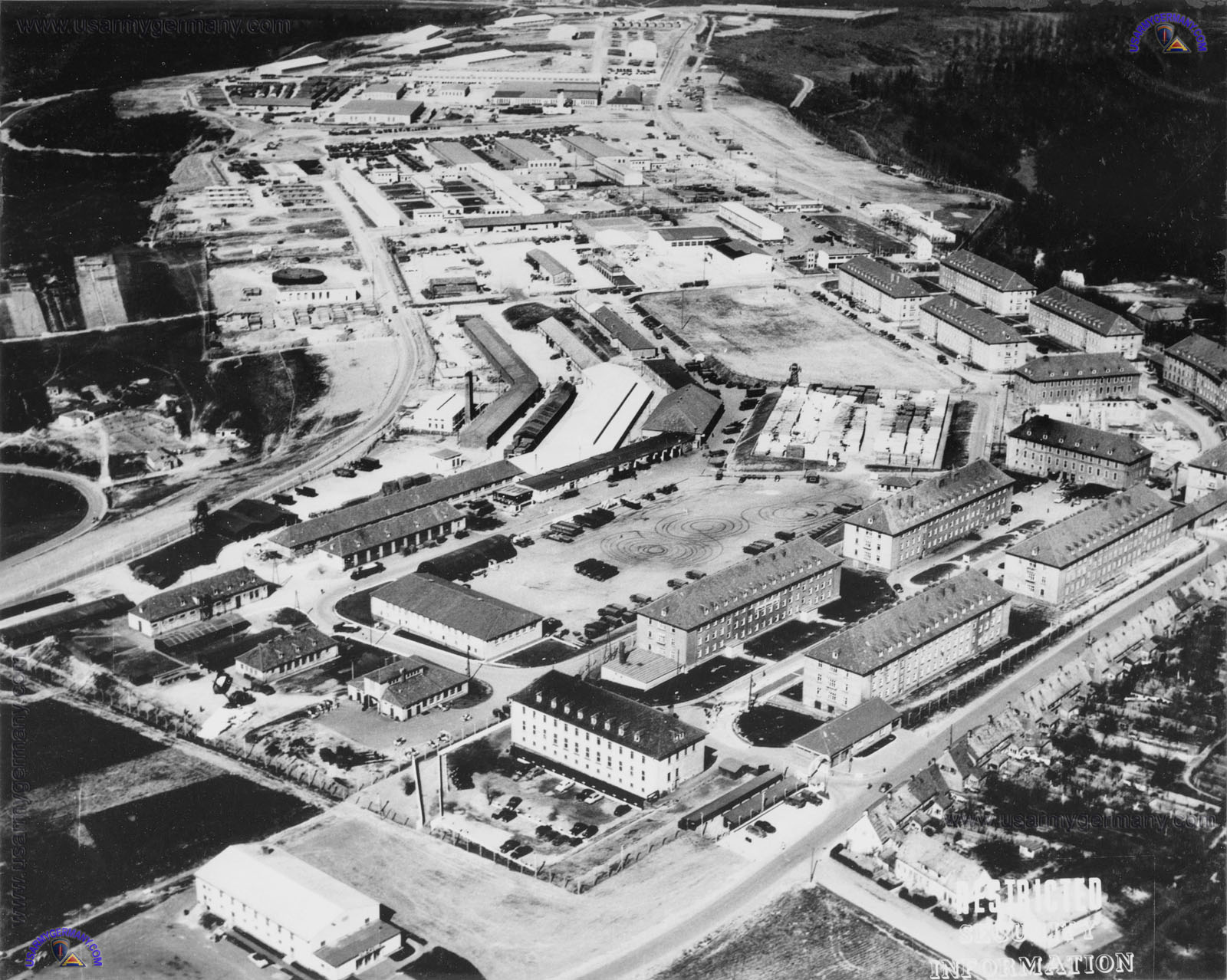
D'Isly Caserne Pirmasens 1953, 1964 in Husterhoeh Caserne umbenannt

Das Deutsche-Mark-Bauprogramm der U.S. Army diente zum Aufbau der militärischen Infrastruktur der Streitkräfte der Vereinigten Staaten von Amerika in den Jahren 1950–1953 und 1954–1957 aus den von der Bundesrepublik Deutschland geleisteten Besatzungskosten.

## Geschichtlicher Hintergrund 1950 – 1953

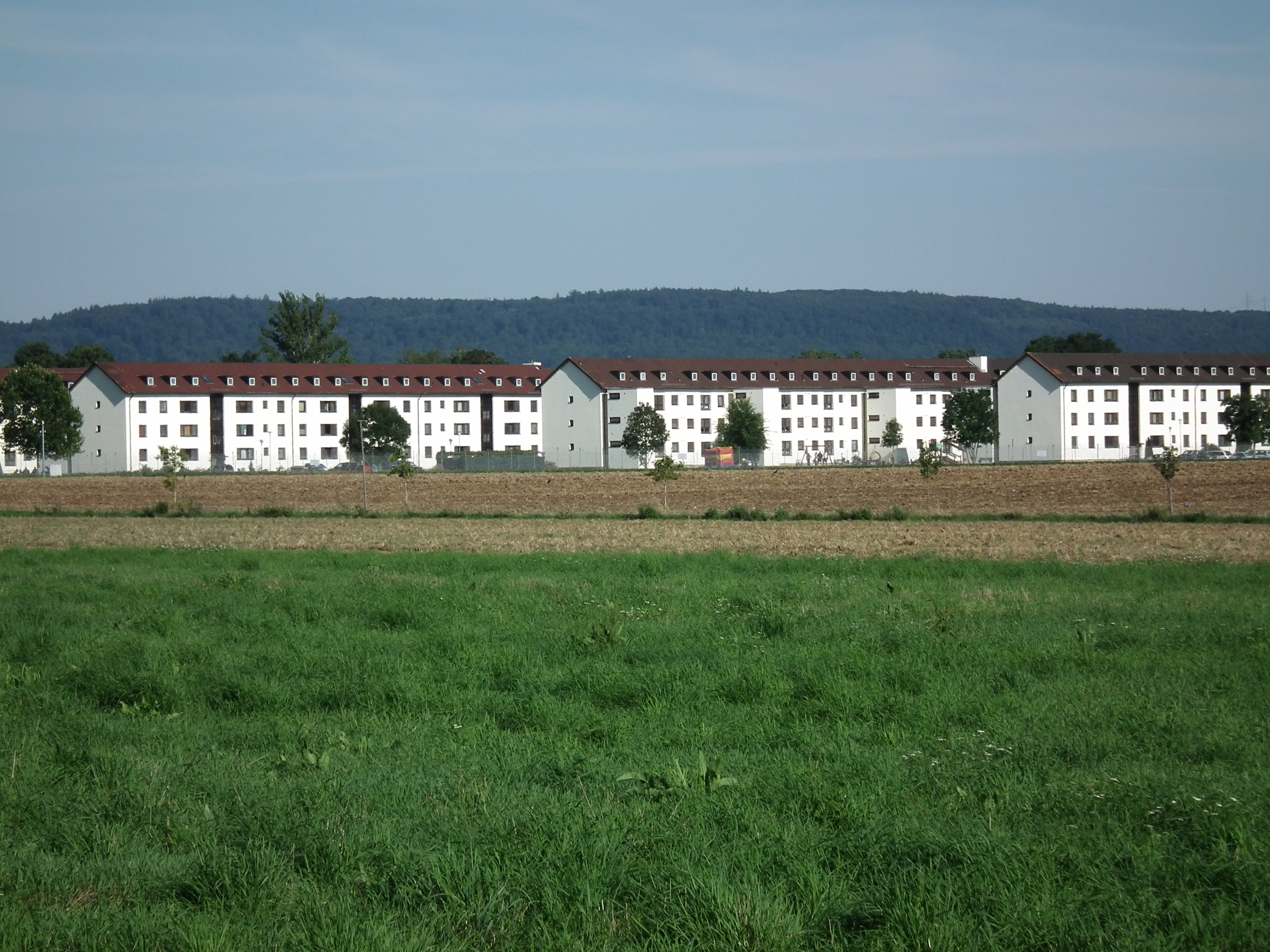
Heidelberg, Patrick Henry Village

Das Deutsche-Mark-Bauprogramm der U.S. Army wurde 1950 begonnen, um die Erfordernisse zu erfüllen, die durch die amerikanische Verpflichtung zur Nordatlantischen Vertragsorganisation (NATO) entstanden waren. Im September dieses Jahres hatten die Unterzeichnerstaaten der NATO entschieden, ihre Streitkräfte in Westeuropa zu verstärken, worauf der Präsident der USA und die Vereinigten Stabschefs (Joint Chiefs of Staff) erklärten, dass insbesondere die Zahl der Truppen der Vereinigten Staaten in Europa erheblich erhöht würden. Diese Entscheidung bedeutete einen neuen Auftrag – die Stationierung einer starken und beweglichen Verteidigungsmacht in Europa statt einer kleinen, ortsfesten Truppe mit Polizeicharacter (United States Constabulary) – und ihre Auswirkung wurde insbesondere in Deutschland spürbar, wo der bei weitem größte Teil der U.S. Army, Europe (USAREUR) stationiert war.
Die daraus resultierende Truppenverstärkung bestand aus vier Divisionen, dazu Versorgungseinheiten, die 1951 von den USA nach Europa verschifft wurden; damit erhöhte sich die Truppenstärke von rund 80 000 Soldaten auf über 240 000. Gleichzeitig wurden noch dazu einige bereits im Kommandobereich stationierte Einheiten aus taktischen Gründen verlegt. Für die zusätzlichen Einheiten und Verbände wurden auch zusätzliche Truppenunterkünfte und Familienwohnungen, vergrößerte Erholungseinrichtungen, mehr soziale Einrichtungen in den Gemeinden und zahlreiche andere Bauten benötigt. Strategische Überlegungen führten dazu, den gefährdeten Versorgungsweg von Bremerhaven entlang der Zonengrenze nach Hessen durch eine neue Line of Communications von der französischen Atlantikküste nach Rheinland-Pfalz zu ersetzen. Hierzu mussten neue Nachschub- und Versorgungseinrichtungen westlich des Rheins geschaffen werden.
Um die Anforderungen zu erfüllen, wurde ein vierstufiges Bauprogramm für die Amerikanische Besatzungszone entworfen. Die ersten drei Phasen sollten die Streitkräfte durch die nötigen Verteidigungsanlagen in eine Position der Stärke bringen. In der vierten Phase sollte den veränderten militärischen Gegebenheiten Rechnung getragen werden und Familienwohnungen und Gemeindezentren errichtet werden. Das Programm wurde über den Anteil der USA an den Besatzungskosten finanziert, die von der Bundesrepublik Deutschland für den Unterhalt der Besatzungsstreitkräfte gezahlt werden mussten. Es war vereinbart worden, dass alle Einrichtungen letztlich an die Bundesrepublik Deutschland zurückfallen würden. Der erhebliche Umfang des Bauprogramms der Jahre 1950 – 1953 wird durch die Tatsache verdeutlicht, dass allein für die Projekte der U.S. Army die Summe von 2,364 Mrd. DM aufgewendet wurde. Die Army verwaltete auch die mit Deutscher Mark finanzierten Bauprogramme für die U.S. Air Forces in Europe (USAFE) mit noch einmal 313 Mio. DM; darin auch Beiträge in geringem Umfang für United States Naval Forces Germany, Germany (USNAVGER).

## Gründe für die Fortsetzung des Programms

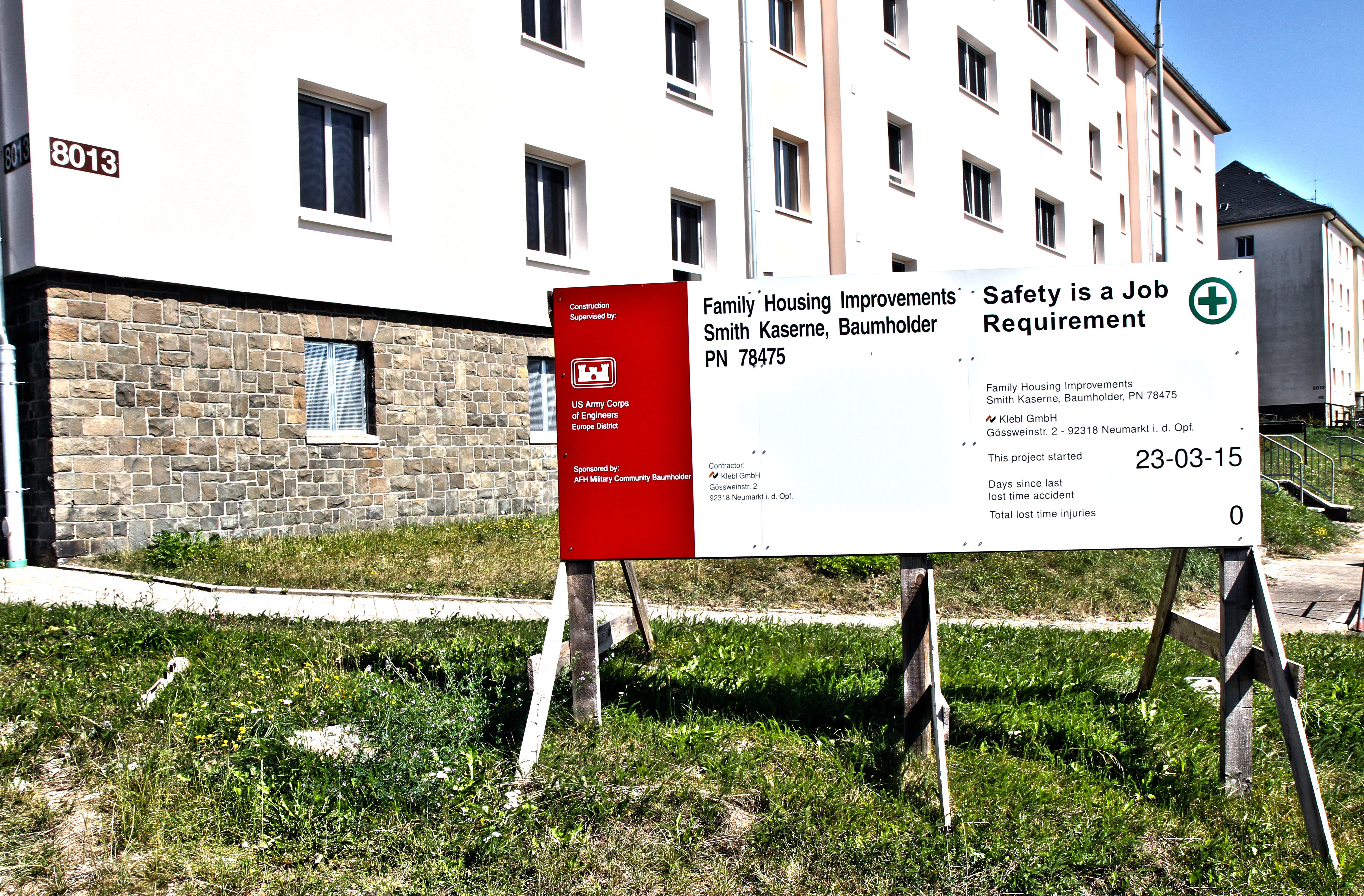
Instandsetzung, Smith Kaserne Family Housing

Trotz des erheblichen Umfangs der von 1950 bis 1953 geplanten und fertig gestellten Bauten führten einige Überlegungen zur Fortsetzung des Programms.
An erster Stelle schien es, dass 1953 die Ratifizierung der Pariser Verträge erfolgen würde, die der Bundesrepublik Deutschland die Souveränität gewähren sollte (tatsächlich dauerte es bis zum 5. Mai 1955). In welchem Umfang ein souveränes Deutschland weiter die Stationierungskosten leisten würde, war unsicher und es lag im Interesse der amerikanischen Streitkräfte ohne Verzug ein Maximum an Haushaltsmitteln in Deutscher Mark festzulegen.
Zweitens wurde erwartet, dass als Nebeneffekt der deutschen Souveränität die Vereinigten Staaten sich zunehmendem Druck ausgesetzt sehen würden, beschlagnahmtes deutsches Eigentum freizugeben. Diese deutschen Gebäude sollten, mit wenigen Ausnahmen, nach den Plänen der U.S.-Kommandobehörde durch neue, mietfreie, mit Deutscher Mark finanzierte Einrichtungen ersetzt werden. Damit sollten nach Möglichkeit Ausgaben für Miete und Unterhalt des beschlagnahmten Eigentums reduziert oder sogar ganz vermieden werden.
An dritter Stelle rangierte der Umstand, dass zusätzliche Familienwohnungen dringend benötigt wurden. Während der Phase der Installation der neu aus Amerika zugeführten Truppen wurde die Masse der Deutsche Mark Haushaltsmittel für den Neubau oder die Instandsetzung der im Krieg beschädigten Kasernen sowie für Bau und Reparatur von Versorgungseinrichtungen aufgewendet. Weniger als 30 % des Drei-Jahres-Programms wurde für Familienwohnungen ausgegeben. Darüber hinaus waren 2000 der geplanten 17 000 Wohneinheiten für Familien noch nicht gebaut. Als Konsequenz litten die meisten Standorte an akutem Mangel an Wohnraum. Im August 1953 waren weniger als 36 000 Familienwohnungen verfügbar gegenüber einem Bedarf von mehr als 43 000, einschließlich der Forderungen von USAFE, und annähernd 50 % der Wohnungen waren nur zeitweilig verfügbar, beispielsweise in Hotels, deren Rückgabe an die deutschen Eigentümer unmittelbar bevorstand. Viele Familien mussten 9 – 10 Monate warten, oder länger, bevor sie zu ihrem Ehemann und Vater nach Deutschland ausreisen konnten, was sich zu einem ernsten Problem der Truppenmoral auswuchs.
Ein weiterer Faktor für die Fortsetzung des Bauprogramms war der weiter bestehende Bedarf an Versorgungsdepots und anderen technischen Anlagen wie Reparaturwerkstätten, Wiederaufbereitungsanlagen und Treibstofftanks. Straßenausbesserungen, Verstärkung von Brücken und mehr Anlagen zur Lagerung von Munition waren zur Auftragserfüllung dringend nötig. Zusätzlich benötigten neuartige Waffensysteme auch neue Einrichtungen, wie zum Beispiel Verladeplattformen für Raketeneinheiten. Kurzgefasst wurde das Deutsche-Mark-Bauprogramm fortgesetzt, weil ein großer Bedarf nach zusätzlichen Einrichtungen aller Art bestand und weil Deutsche Mark Haushaltsmittel für Infrastruktur noch verfügbar waren. Das Hauptziel in der Periode 1954 – 1957 war, bereits bestehende und projektierte militärische, operationelle und soziale Einrichtungen für die Bedürfnisse der U.S. Streitkräfte in Deutschland fertigzustellen und dabei zugleich die Anforderungen in Dollar auf ein Minimum zu reduzieren.

## Verwaltung
Vor 1953 war der Oberkommandierende U.S. Army, Europe (Commander in Chief, U.S. Army, Europe, CINCUSAREUR) die letzte Instanz für die Genehmigung für die Bauprogramme von Army, Navy und Air Force in Deutschland. Am 1. Januar dieses Jahres erklärte die amerikanische Haushaltsagentur (U.S. Bureau of the Budget), dass ab 1. Juli 1953 sämtliche Haushaltsmittel aus dem Deutsche-Mark-Programm vom amerikanischen Kongress genehmigt und vom Heeresministerium (Department of the Army) zugeteilt werden müssten. Damit galt für diese Mittel dieselbe Regelung wie für in Dollar geführte Haushalte. Somit wurde ab dem Haushaltsjahr (Fiscal Year, FY) 1954 das Heeresministerium zur obersten Instanz für die Genehmigung von Bauvorhaben in Deutschland. Die Durchführungsebene der Projekte lag bei dem Pionierstab (USAREUR Engineer).
Für Projekte mit einem Volumen von mehr als 80 000 DM mussten Bauzeichnungen und genaue Beschreibungen dem Pionierstab in Heidelberg vorgelegt werden. Projekte mit geringerem finanziellen Umfang konnten von den regionalen Befehlshabern genehmigt werden. Der Pionierstab im Hauptquartier und die regionalen Kommandostäbe (area commands) führten Listen mit akzeptablen deutschen Baufirmen und Architekturbüros. Nur gelistete Firmen konnten Gebote abgeben. Der jeweils zuständige regionale Beauftragte legte USAREUR Engineer die drei günstigsten Angebote zur Entscheidung vor.
Unmittelbar nach Beginn des Bauprogramms im Jahr 1950 beschwerten sich die deutsche Bundesbauverwaltung und Bauverwaltungen der Länder Bayern, Bremen, Hessen, Rheinland-Pfalz und Württemberg-Baden darüber, dass sie von dem Verfahren ausgeschlossen waren, obwohl es sich hier um deutsche Steuerzahlungen handelte. Auch Abgeordnete des Deutschen Bundestags wurden in der Angelegenheit beim amerikanischen Hohen Kommissar (HICOG) vorstellig. Obwohl sowohl HICOG als auch USAREUR Zweifel an der Kompetenz der deutschen Bauverwaltungen zur Übernahme des gesamten Bauvolumens hegten, erkannten sie die Wünschbarkeit, schon vor Erlangung der Souveränität der Bundesrepublik die Rolle der Bundesbauverwaltung zu stärken. In Verhandlungen in Bonn im November 1953 einigten sich das Bundesfinanzministerium, HICOG und USAREUR darauf, zukünftig d. h. für FY 1954 und 1955 der Bundesbauverwaltung 30 % der neuen Aufträge zu überlassen.

## Das Ende des Besatzungsstatuts
Mit Beginn des Jahres 1953 festigte sich in den amerikanischen Streitkräften der Eindruck, dass ohne eine Zusatzvereinbarung zum Pariser Abkommen, die Bauplanungen in Deutscher Mark, die nicht realisiert wären, bevor die Bundesrepublik Deutschland ihre Souveränität erlangt haben würde, letztlich aus einem stark reduzierten DM-Fonds oder aus Dollarmitteln bestritten werden müssten. Im April 1953 trat daher eine Vereinbarung mit dem deutschen Finanzminister in Kraft, nach der Bewilligungen in DM monatlich erfolgen sollten und Mittel, die bis Jahresende nicht aufgebraucht wären, bis zum 31. Dezember 1954 abgerufen werden konnten.
Die Pariser Abkommen waren auch bis Ende 1954 noch nicht ratifiziert, jedoch erlaubte der Deutschlandvertrag, dass Ausgaben für das Bauprogramm noch bis 18 Monate nach dem Ende des Besatzungsstatuts geleistet werden konnten. Somit war sichergestellt, dass erteilte Aufträge korrekt abgearbeitet würden und nicht von der Beendigung der Besatzung tangiert wären. Im Vorgriff auf die Neuregelung stellte das Bundesfinanzministerium vorsorglich 61 Mio. DM als Verfügungsmasse für USAREUR ein. Dennoch stellte sich nach der Erlangung der Souveränität heraus, dass nicht alle Ausgaben aus Besatzungskosten innerhalb der vereinbarten 18 Monate abgewickelt werden konnten, d. h. bis zum 5. November 1956. Zwei Wochen vor diesem Datum waren noch immer 121 Mio. DM, die für Baumaßnahmen eingeplant waren, nicht abgerufen, hauptsächlich wegen Verzögerungen beim Landerwerb. In neuen Verhandlungen einigten sich die Partner darauf, das Schlussdatum der Zahlungen aus dem Deutsche-Mark-Bauprogramm offen zu lassen.
Durch den Beitritt zur NATO und die Stationierung verbündeter Truppen fielen auch nach Ende der Besatzungszeit gewisse Kosten durch diese Truppen an, die gelegentlich als fortwährende Besatzungskosten empfunden wurden. Als NATO-Mitglied war die Bundesrepublik zwar nicht verpflichtet, Stationierungskosten der verbündeten Streitkräfte in Deutschland zu übernehmen. In den ersten Jahren kam es jedoch immer wieder zu langwierigen Verhandlungen um den angemessenen Verteidigungsbeitrag der Bundesrepublik zur NATO. Denn der Aufbau der deutschen Bundeswehr kam langsamer voran als erwartet, die dafür im Etat vorgesehenen Gelder wurden nicht verbraucht, und damit wurde der erwartete finanzielle und militärische Beitrag der Bundesrepublik zur Gesamtstärke der NATO nicht erreicht. Außerdem forderten die Entsendestaaten einen finanziellen Ausgleich des Devisenzuflusses, der durch die ausländischen Streitkräfte in die Bundesrepublik gelangte.

## Kosten
Das Deutsche-Mark-Bauprogramm der U.S. Army
| Sachgegenstand                                  | DM 1950 – 1953 | % 1950 – 1953 | DM 1953 – 1957 | % 1953 – 1957 | DM gesamter Zeitraum | % gesamter Zeitraum |
| ----------------------------------------------- | -------------- | ------------- | -------------- | ------------- | -------------------- | ------------------- |
| Truppenunterkünfte                              | 0.832.683.600  | 0.35,2        | 0.069.459.600  | 0.04,2        | 0.902.143.200        | 0.22,5              |
| Familienwohnungen                               | 0.658.837.200  | 0.27,9        | 1.034.615.400  | 0.63          | 1.693.452.600        | 0.42,4              |
| Lagerhäuser, Kühlhäuser                         | 0.225.598.800  | 0.09,5        | 0.042.588,000  | 0.02,6        | 0.268.186.800        | 0.06,7              |
| Sozialeinrichtungen                             | 0.166.765.200  | 0.07,1        | 0.089.544.000  | 0.05,5        | 0.256.309.200        | 0.06,4              |
| Medizinische Einrichtungen                      | 0.100.455.600  | 0.04,2        | 0.004.922.400  | 0.00,3        | 0.105.378.000        | 0.02,6              |
| Übungsplätze                                    | 0.089.006.400  | 0.03,8        | 0.009.525.600  | 0.00,6        | 0.098.532.000        | 0.02,3              |
| Militärisches Straßennetz                       | 0.066.511.200  | 0.02,8        | 0.080.745.000  | 0.04,9        | 0.147.256.200        | 0.03,7              |
| Munitionslager                                  | 0.046.796.400  | 0.02          | 0.108.368.400  | 0.06,6        | 0.155.164.800        | 0.03,8              |
| Reparaturwerkstätten                            | 0.041.491.800  | 0.01,8        | 0.030.651.600  | 0.01,9        | 0.072.143.400        | 0.01,8              |
| Verwaltungen                                    | 0.009.525.600  | 0.00,4        | 0.011.314.800  | 0.00,7        | 0.020.840.400        | 0.00,5              |
| Flugplatzlandebahnen, Beleuchtungen, Navigation | 0.006.237.000  | 0.00,3        | 0.007.341.600  | 0.00,4        | 0.013.578.600        | 0.00,4              |
| Operationelle Einrichtungen                     | 0.005.892.600  | 0.00,2        | 0.055.843.200  | 0.03,4        | 0.061.735.800        | 0.01,7              |
| Andere                                          | 0.044.112.600  | 0.01,8        | 0.034.805.400  | 0.02,1        | 0.078.918.000        | 0.01,9              |
| Total USAREUR                                   | 2.364.230.400  | 100           | 1.641.792.600  | 100           | 4.006.023.000        | 100                 |
| USAFE, USNAVGER                                 | 0.312.777.000  |               |                |               |                      |                     |
| Total USEUCOM                                   | 2.677.007.400  |               |                |               |                      |                     |

Regionale Verteilung der Investitionen
Einzelheiten zur regionalen Einteilung siehe: Territorialorganisation der US-Streitkräfte in Deutschland.
| Regionen                          | DM 1950–1953  | % 1950–1953 | DM 1953–1957  | % 1953–1957 | DM ges. Zeitraum | % ges. Zeitraum | Anz. Wohnungen 1950–1957 |
| --------------------------------- | ------------- | ----------- | ------------- | ----------- | ---------------- | --------------- | ------------------------ |
| Berlin                            | 0.038.740.800 | 0.01,45     | 0.041.113.800 | 0.02,49     | 0.079.854.600    | 0.01,84         | 0.0620                   |
| Bremerhaven Point of Entry (BPOE) | 0.017.379.600 | 0.00,65     | 0.036.825.600 | 0.02,23     | 0.054.205.200    | 0.01,25         | 0.0749                   |
| Headquarters Area Command (HACOM) | 0.204.724.800 | 0.07,64     | 0.189.310.800 | 0.11,48     | 0.394.035.600    | 0.09,1          | 0.4946                   |
| Frankfurt Military District       | 0.280.015.600 | 0.10,45     |               |             |                  |                 | 0.7506                   |
| Würzburg Military District        | 0.149.284.800 | 0.05,57     |               |             |                  |                 | 0.3470                   |
| Northern Area Command (NACOM)*    | 0.429.300.400 | 0.16,02     | 0.449.677.200 | 0.27,28     | 0.870.567.600    | 0.20,11         | 10.976                   |
| Augsburg Military District        | 0.135.597.000 | 0.05,06     |               |             |                  |                 | 0.2763                   |
| Munich Military District          | 0.069.787.200 | 0.02,6      |               |             |                  |                 | 0.2951                   |
| Nürnberg Military District        | 0.184.464.000 | 0.06,88     |               |             |                  |                 | 0.2675                   |
| Stuttgart Military District       | 0.267.783.600 | 0.09,99     |               |             |                  |                 | 0.5514                   |
| Recreation Area (SEACOM)          | 0.020.670.800 | 0.00,77     |               |             |                  |                 | 0.0280                   |
| Southern Area Command (SACOM)*    | 0.678.302.600 | 0.25,31     | 0.558.381.600 | 0.33,87     | 1.245.052.200    | 0.28,77         | 14.558                   |
| Western Area Command (WACOM)      | 0.825.388.200 | 0.30,8      | 0.366.483.600 | 0.22,23     | 1.191.913.800    | 0.27,54         | 0.6796                   |
| USAREUR Logistik-Abteilung (G4)   | 0.170.394.000 | 0.06,35     |               |             | 0.170.394.000    | 0.03,94         |                          |
| USAFE                             | 0.315.594.800 | 0.011,78    | 0.006.568.800 | 0.00,4      | 0.322.163.600    | 0.07,44         | 0.8845                   |
| Total                             | 2.679.825.200 | 100         | 1.648.361.400 | 100         | 4.328.186.600    | 100             | 47.490                   |

- Die Differenz von 8,4 Mio. DM in der Spalte "Gesamter Zeitraum" zwischen NACOM (-) und SACOM (+) rührt aus dem Wechsel des Standorts Bamberg von NACOM zu SACOM 1955.

## Schwerpunkte
Einzelinvestitionen der Jahre 1950 – 1953 mit einem Volumen von über 10 Mio. DM
| Garnisonen mit Investitionen von über 10 Mio. DM | Summe in DM 1950 – 1953 | dabei: Einzelposten von über 9,9 Mio. DM | Summe in DM 1950 – 1953 |
| ------------------------------------------------ | ----------------------- | ---------------------------------------- | ----------------------- |
| Baumholder (WACOM)                               | 066.116.400             | Smith Barracks                           | 057.107.400             |
| Mannheim (HACOM)                                 | 049.077.000             | Zeltlager Sandhofen                      | 032.230.800             |
| Hohenfels (SACOM)                                | 038.761.800             | Truppenübungsplatz                       | 038.761.800             |
| Kaiserslautern (WACOM)                           | 033.222.000             | Kleber Caserne                           | 014.368.200             |
|                                                  |                         | Vogelweh Cantonment                      | 0.09.916.200            |
| Pirmasens (WACOM)                                | 029.916.600             | D'Isly Caserne                           | 029.916.600             |
| Nellingen (SACOM)                                | 029.496.600             | Air Base                                 | 029.496.600             |
| Hanau (NACOM)                                    | 027.115.200             |                                          |                         |
| Karlsruhe (HACOM)                                | 025.099.200             | Cantonment Camp                          | 014.998.200             |
| Mainz (WACOM)                                    | 025.095.000             | CRAN Caserne                             | 013.074.600             |
|                                                  |                         | Mangin Caserne und Zeltlager             | 010.978.800             |
| Grafenwöhr (SACOM)                               | 025.002.600             | Truppenübungsplatz (East Camp)           | 025.002.600             |
| Augsburg mit Gablingen (SACOM)                   | 023.583.000             |                                          |                         |
| Kirch-Göns (NACOM)                               | 022.432.200             | Cantonment Camp                          | 022.432.200             |
| Fulda (NACOM)                                    | 020.277.600             | Cantonment Camp                          | 019.945.800             |
| Neu-Ulm (SACOM)                                  | 019.862.000             | Ludendorff Cantonment                    | 013.108.200             |
| Gelnhausen (NACOM)                               | 018.816.000             | Cantonment Camp                          | 018.816.000             |
| Crailsheim (SACOM)                               | 018.299.400             | Cantonment Camp                          | 018.299.400             |
| Frankfurt mit Hoechst (NACOM)                    | 016.917.600             |                                          |                         |
| Wildflecken (NACOM)                              | 016.527.000             | Truppenübungsplatz                       | 016.527.000             |
| Berlin                                           | 013.423.200             | Andrews Barracks                         | 011.562.600             |
| München (SACOM)                                  | 013.015.800             |                                          |                         |
| Babenhausen (NACOM)                              | 012.293.400             | Kaserne                                  | 012.293.400             |
| Ludwigsburg (SACOM)                              | 012.028.800             |                                          |                         |
| Heilbronn (SACOM)                                | 011.272.800             |                                          |                         |
| Schweinfurt (NACOM)                              | 010.474.800             |                                          |                         |
| Würzburg (NACOM)                                 | 010.042.200             |                                          |                         |
| Total                                            | 588.168.200             |                                          | 408.219.000             |

Anzahl der Wohnungen, mit dem Deutsche-Mark-Bauprogramm in den Jahren 1950 – 1957 errichtet
| Housing Areas mit mehr als 1000 Wohnungen | Wohnungen 1948 | Wohnungen 1950–1957 | Wohnungen nach 1957 | Wohnungen gesamt |
| ----------------------------------------- | -------------- | ------------------- | ------------------- | ---------------- |
| Kaiserslautern mit Vogelweh (WACOM)       |                | 1851                | 1808                | 3659             |
| Frankfurt mit Hoechst (NACOM)             | 0494           | 2655                |                     | 3149             |
| München (SACOM)                           | 0475           | 2250                |                     | 2725             |
| Heidelberg (HACOM)                        | 0108           | 1909                | 0375                | 2392             |
| Mannheim (HACOM)                          |                | 1887                | 0416                | 2303             |
| Baumholder (WACOM)                        |                | 1518                | 0768                | 2286             |
| Augsburg mit Gablingen (SACOM)            |                | 1711                | 0440                | 2151             |
| Stuttgart (SACOM)                         |                | 2097                |                     | 2097             |
| Hanau (NACOM)                             | 0317           | 1207                | 0340                | 1864             |
| Nürnberg (SACOM)                          |                | 1450                | 0240                | 1690             |
| Landstuhl (WACOM)                         |                | 0308                | 1160                | 1468             |
| Karlsruhe (HACOM)                         |                | 1150                | 0312                | 1462             |
| Würzburg (NACOM)                          |                | 0671                | 0642                | 1313             |
| Mainz (WACOM)                             |                | 0705                | 0312                | 1017             |